# 安氏南鱸
安氏南鱸為輻鰭魚綱鱸形目鱸亞目南鱸科的其中一種，分布於亞洲印度東北部伊恰馬蒂河流域，本魚背鰭硬棘12-14枚；背鰭軟條11-14枚；臀鰭硬棘3枚；臀鰭軟條7-8枚，體長可達12.5公分，棲息在溪流底中層水域，屬肉食性，生活習性不明。